# Grace Glowicki
Grace Glowicki (* in Edmonton) ist eine kanadische Schauspielerin, Produzentin, Drehbuchautorin und Regisseurin.
Glowicki studierte an der McGill University zunächst Biologie, wechselte erst zur Geschichte, dann zur Kunstgeschichte. Einen Abschluss hat sie in Englisch.
Sie tritt seit 2012 schauspielerisch in Erscheinung. Erste Beteiligungen an der Produktion von zunächst Kurzfilmen erfolgten 2013 und 2014. Mit Tito aus dem Jahr 2019 inszenierte sie ihren ersten Langspielfilm. Ihr Folgefilm Dead Lover wurde beim Sundance Film Festival 2025 aufgenommen. Auch zuvor war sie dort bereits zugegen, 2016 erhielt sie den Short Film Special Jury Award for Acting für ihre Rolle in Her Friend Adam, der auch als Durchbruch für ihr schauspielerisches Schaffen gilt. Sie arbeitet öfter mit Ben Petrie zusammen, so auch bei dem 2025 veröffentlichten Film Dead Lover.
Für Tito wurde Glowicki beim B3 Biennale des bewegten Bildes 2019 mit dem Rotraut Pape Inspiration Award ausgezeichnet, eine weitere Auszeichnung erhielt sie auf dem Internationalen Filmfest Oldenburg.

## Filmografie (Auswahl)
- 2014–2016: Carmilla (Webserie, Schauspiel)
- 2016: Her Friend Adam (Kurzfilm, Schauspiel)
- 2017: Suck It Up (Schauspiel)
- 2017: Cardinals (Fernsehfilm, Schauspiel)
- 2018: Paper Year (Schauspiel)
- 2019: Tito (auch Regie, Drehbuch)
- 2021: Strawberry Mansion (Schauspiel)
- 2022: Until Branches Bend (Schauspiel)
- 2023: Booger (Schauspiel)
- 2024: The Heirloom (Schauspiel)
- 2024: Measures for a Funeral (Schauspiel)
- 2025: Dead Lover (auch Regie und Drehbuch)
- 2025: Honey Bunch (Schauspiel)